# 欧州復興開発銀行
欧州復興開発銀行（おうしゅうふっこうかいはつぎんこう、英: European Bank for Reconstruction and Development, EBRD）は、1989年の東欧革命で体制が交代した中東欧諸国や独立国家共同体 (CIS) 諸国の自由市場経済への移行にあたり、個人や企業を財政的に支援することを使命とする国際開発金融機関。1991年4月1日にロンドンで発足した。

## 目的
欧州復興開発銀行の目的は、旧共産圏である中東欧諸国の経済体制転換を促進することである。また民間の経済活動による自由市場経済の発展を支援することも同時に目的となっている。

## 運営
欧州復興開発銀行は競争、民営化、雇用に加えて構造的で部門特有の改革を促進している。また欧州復興開発銀行単独の融資によって国内資本の近代化のほかに、協調融資の組成や外国からの直接投資を支援している。このような投資は主に民間事業体に対して行われ、通常はその相手先と併せて実施される。欧州復興開発銀行は関連分野において技術協力以上の貢献を行い、また国際金融機関や国内外の団体と協力することもある。
とくに援助が必要であるのは銀行、産業界、事業者であり、これらの新設や既存の企業に対する投資を進めている。また国有資本と協力することで国営企業の民営化や再編、地方行政サービスの改善が図られる。活動にあたって欧州復興開発銀行は負託を受けることが求められ、これによって民主主義の原則が守られている。また環境保護の面でも重要な役割を果たしている。
最も重要な資金調達への対応措置には欧州復興開発銀行自身による直接融資や出資、保証業務のほかに、欧州復興開発銀行が参加する情報仲介の場を通しての融資がある。

## 機構
欧州復興開発銀行の出資者は61の国と2つの国際機関（欧州委員会および欧州投資銀行）であり、そのため欧州復興開発銀行は公的機関に分類される。主要な機関は総務会（出資者の代表で構成）と理事会（総務会で任命される23人、任期3年）である。欧州復興開発銀行の総裁は総務会での4年ごとの選挙で選出され、2012年5月18日からはイギリスのスマ・チャクラバルティが就いている。また欧州復興開発銀行には以下の業務を担当する部局が設置されている。
- 銀行業務
- 融資業務
- リスクマネジメント業務
- 人事業務
- 事務局長室
- 法務顧問室
- 審査部
- チーフエコノミスト室
- 内部監査部門
- コンプライアンス室
- コミュニケーション部門
- 総裁室

2008年6月のフランスの L’Express 紙によると総裁の給与は年間で428,000ユーロで、このほかロンドンに公舎や運転手つきの公用車が与えられている。

## 歴代総裁
| 代 | 氏名                       | 国籍     | 在任期間      | 備考                      |
| -- | -------------------------- | -------- | ------------- | ------------------------- |
| 1  | ジャック・アタリ           | フランス | 1991年-1993年 | 任期途中にて辞任          |
| 2  | ジャック・ド・ラロジエール | フランス | 1993年-1998年 |                           |
| 3  | ホルスト・ケーラー         | ドイツ   | 1998年-2000年 | IMF専務理事就任の為、辞任 |
| 4  | ジャン・ルミエール         | フランス | 2000年-2008年 | 2004年に再選出            |
| 5  | トーマス・ミロー           | ドイツ   | 2008年-2012年 |                           |
| 6  | スマ・チャクラバルティ     | イギリス | 2012年-2020年 |                           |
| 7  | オディール・ルノー・バッソ | フランス | 2020年-       |                           |

## 出資者
| EBRD加盟国 | EBRD加盟国 | 資金拠出のみを行う加盟国・機関 | 資金拠出のみを行う加盟国・機関 |
| EBRD加盟国 | EBRD加盟国 | - オーストラリア （1990年5月29日） - オーストリア （1990年5月29日） - ベルギー （1990年5月29日） - カナダ （1990年5月29日） - スイス （1990年5月29日） - キプロス （1990年5月29日） - チェコ （1993年1月1日） - ドイツ （1990年5月29日） - デンマーク （1990年5月29日） - エジプト （1990年5月29日） - スペイン （1990年5月29日） - フィンランド （1990年5月29日） - フランス （1990年5月29日） - イギリス （1990年5月29日） - ギリシャ （1990年5月29日） - アイルランド （1990年5月29日） - アイスランド （1990年5月29日） - イスラエル （1990年5月29日） | - イタリア （1990年5月29日） - 日本 （1990年5月29日） - 韓国 （1990年5月29日） - リヒテンシュタイン （1990年5月29日） - ルクセンブルク （1990年5月29日） - モロッコ （1990年5月29日） - メキシコ （1990年5月29日） - マルタ （1990年5月29日） - オランダ （1990年5月29日） - ノルウェー （1990年5月29日） - ニュージーランド （1990年5月29日） - ポルトガル （1990年5月29日） - スウェーデン （1990年5月29日） - トルコ （1990年5月29日） - アメリカ合衆国 （1990年5月29日） - 欧州共同体 （1990年5月29日） - 欧州投資銀行 （1990年5月29日） |
| 資金を受け取っている加盟国 | | - オーストラリア （1990年5月29日） - オーストリア （1990年5月29日） - ベルギー （1990年5月29日） - カナダ （1990年5月29日） - スイス （1990年5月29日） - キプロス （1990年5月29日） - チェコ （1993年1月1日） - ドイツ （1990年5月29日） - デンマーク （1990年5月29日） - エジプト （1990年5月29日） - スペイン （1990年5月29日） - フィンランド （1990年5月29日） - フランス （1990年5月29日） - イギリス （1990年5月29日） - ギリシャ （1990年5月29日） - アイルランド （1990年5月29日） - アイスランド （1990年5月29日） - イスラエル （1990年5月29日） | - イタリア （1990年5月29日） - 日本 （1990年5月29日） - 韓国 （1990年5月29日） - リヒテンシュタイン （1990年5月29日） - ルクセンブルク （1990年5月29日） - モロッコ （1990年5月29日） - メキシコ （1990年5月29日） - マルタ （1990年5月29日） - オランダ （1990年5月29日） - ノルウェー （1990年5月29日） - ニュージーランド （1990年5月29日） - ポルトガル （1990年5月29日） - スウェーデン （1990年5月29日） - トルコ （1990年5月29日） - アメリカ合衆国 （1990年5月29日） - 欧州共同体 （1990年5月29日） - 欧州投資銀行 （1990年5月29日） |
| - アルバニア （1991年12月18日） - アルメニア （1992年12月7日） - アゼルバイジャン （1992年9月25日） - ブルガリア （1990年5月29日） - ボスニア・ヘルツェゴビナ （1996年6月17日） - ベラルーシ （1992年6月10日） - エストニア （1992年2月28日） - ジョージア （1992年9月4日） - クロアチア （1993年4月15日） - ハンガリー （1990年5月29日） - カザフスタン （1992年7月27日） - キルギス （1992年6月5日） - リトアニア （1992年3月5日） - ラトビア （1992年3月18日） | - モルドバ （1992年5月2日） - 北マケドニア （1993年4月21日） - モンテネグロ （2006年6月3日） - モンゴル （2000年10月9日） - ポーランド （1990年5月29日） - ルーマニア （1990年5月29日） - ロシア （1992年4月9日） - セルビア （2001年1月19日） - スロバキア （1993年1月1日） - スロベニア （1992年12月23日） - タジキスタン （1993年1月1日） - トルクメニスタン （1992年6月1日） - ウクライナ （1992年4月13日） - ウズベキスタン （1992年4月30日） | - オーストラリア （1990年5月29日） - オーストリア （1990年5月29日） - ベルギー （1990年5月29日） - カナダ （1990年5月29日） - スイス （1990年5月29日） - キプロス （1990年5月29日） - チェコ （1993年1月1日） - ドイツ （1990年5月29日） - デンマーク （1990年5月29日） - エジプト （1990年5月29日） - スペイン （1990年5月29日） - フィンランド （1990年5月29日） - フランス （1990年5月29日） - イギリス （1990年5月29日） - ギリシャ （1990年5月29日） - アイルランド （1990年5月29日） - アイスランド （1990年5月29日） - イスラエル （1990年5月29日） | - イタリア （1990年5月29日） - 日本 （1990年5月29日） - 韓国 （1990年5月29日） - リヒテンシュタイン （1990年5月29日） - ルクセンブルク （1990年5月29日） - モロッコ （1990年5月29日） - メキシコ （1990年5月29日） - マルタ （1990年5月29日） - オランダ （1990年5月29日） - ノルウェー （1990年5月29日） - ニュージーランド （1990年5月29日） - ポルトガル （1990年5月29日） - スウェーデン （1990年5月29日） - トルコ （1990年5月29日） - アメリカ合衆国 （1990年5月29日） - 欧州共同体 （1990年5月29日） - 欧州投資銀行 （1990年5月29日） |